# Taivaskero
Le Taivaskero est un sommet du nord de la Finlande, l'un des 7 sommets et le point culminant à 807 mètres d'altitude du massif de Pallastunturi. Le 6 juillet 1952, c'est là que fut allumée la flamme olympique des Jeux olympiques d'Helsinki avec les rayons du soleil de minuit.